# Aide au logement
Pour les articles homonymes, voir APL, ALF et ALS.
 (juin 2018).
 (décembre 2024).
 (décembre 2024).
Les aides au logement (AL) ou aides personnelles au logement (APL au sens large) sont des prestations sociales françaises qui visent à permettre aux ménages à faible revenu d’accéder à un logement ou de s’y maintenir, qu'ils soient locataires ou accédants à la propriété. Leur montant dépend du revenu, de la situation de famille et du loyer ou de la mensualité de remboursement d'emprunt du bénéficiaire, ainsi que de l'âge (personne âgée), de la santé (invalidité), du type de logement (foyer, appartement, chambre, meublé ou non, colocation ou locataire unique, etc.). Il existe trois types d'aides au logement selon le type de logement et la situation familiale : aide personnalisée au logement (APL au sens restreint), allocation de logement familiale (ALF) et allocation de logement sociale (ALS).
D'après l'Inspection générale des affaires sociales, les APL permettent de diminuer le taux d'effort des allocataires dans leur logement de 35,8 % à 19,5 %, ce qui fait des APL l'un des principaux instruments de lutte contre la pauvreté en France. Pour autant, la littérature universitaire souligne qu'une part importante des aides versées est captée par les bailleurs à travers des hausses de loyers, ce qui limite fortement l'efficacité de ce dispositif.
Leur montant était de 18 milliards d'euros en 2017, dont 8,4 milliards d'euros au titre de l'APL, 4,3 milliards d'euros au titre de l'ALF et 5,2 milliards d'euros au titre de l'ALS.

## Les aides au logement en Europe
Dans la plupart des pays européens, mais dans des proportions variables, l’augmentation des prix du logement depuis 20 ans est supérieure à celle des prix à la consommation ou des revenus, ce qui a conduit les gouvernements à mettre en place des aides au logement. Pour les bénéficiaires les aides représentent des montants très variables : de plus de 60 % du loyer médian dans les pays anglo-saxons; entre 40 % et 60 % en France et Finlande ; entre seulement 20 et 40 % en Italie, en Allemagne, en Autriche, aux Pays-Bas, au Danemark et en Suède. Le pourcentage de bénéficiaires varie de 1,3 % en Espagne à 30,8 % en Irlande.
Pour les pays de l'Union européenne l'article 19 du Socle européen des droits sociaux adopté en 2017 précise " Logement et aide aux sans-abri a. Un accès au logement social ou à une aide à un logement de qualité doit être fourni aux personnes dans le besoin. b. Les personnes vulnérables ont droit à une assistance et une protection appropriées contre les expulsions forcées. c. Un abri et des services adéquats doivent être fournis aux sans-abri afin de promouvoir leur inclusion sociale".
Les aides au logement, aides « à la personne », sont l'une des composantes des aides au logement, aux côtés des aides « à la pierre ». Elles sont versées par les caisses d'allocations familiales (CAF) ou la mutualité sociale agricole (MSA) et cofinancées pour l'essentiel par l'État (ministère du Logement) et les régimes de prestations familiales.

## Typologie
Il existe trois types d'aides personnelles au logement ou APL :

### Aide personnalisée au logement (APL)
À ne pas confondre avec l'ensemble des aides personnelles au logement, l'aide personnalisée au logement (APL), créée en 1977, est limitée au logement social et régie par les articles L. 351-1 et suivants du code de la construction et de l'habitation.

### Allocation de logement familiale (ALF)
L'allocation de logement familiale (ALF) est créée en 1948 pour le logement privé. Elle est versée en cas de personnes à charge, elle est définie aux articles L. 542-1 et suivants du code de la sécurité sociale. Elle s'adresse au public suivant, en situation de séjour régulier : marié depuis plus de 5 ans, bénéficiaire de prestations familiales ou de l'allocation d'éducation de l'enfant handicapé, non-bénéficiaire mais comportant un enfant à charge de moins de 22 ans, personne en enceinte post-quatrième mois de grossesse jusqu'au mois civil de naissance de l'enfant, disposant d'un ascendant à charge de plus de 65 ans (60 ans s'il est inapte, ancien déporté ou ancien combattant) sans ressource excédant le plafond de l'Aspa, ou d'un ascendant, descendants ou collatéral en incapacité permanente d'au moins 80 %.

### Allocation de logement sociale (ALS)
L'allocation de logement sociale (ALS) est créée en 1972, également pour le logement privé. Elle est versée à des publics présentant des situations sociales particulières mais autres que les familles, elle est soumise aux articles L. 831-1 et suivants du même code. Elle est destinée au public inéligible à l'ALF et aux APL, sous conditions de ressources et de besoins (revenu, nombre d'enfants, personnes à charges, lieu de résidence, prix du loyer ou remboursement de crédit).

## Historique

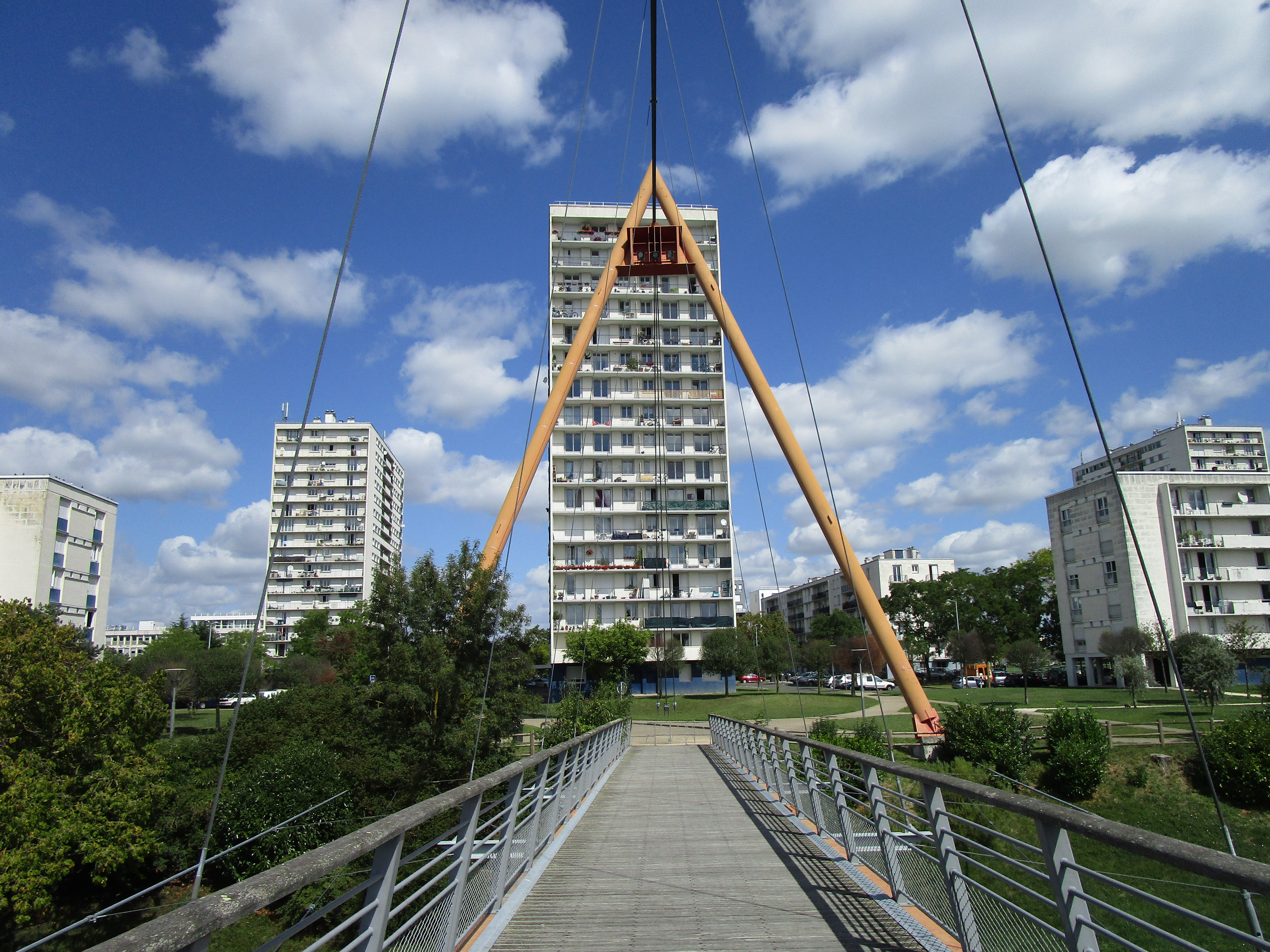
Logements collectifs du quartier des Rives du Cher, à Tours.

L'allocation de logement familiale (ALF) a été créée en 1948 pour aider les familles à supporter l'augmentation des loyers engendrée par la loi de 1948 qui organisait la sortie de l'encadrement des loyers en vigueur depuis 1914. L'allocation de logement sociale (ALS), elle, a été créée en 1971 pour aider des ménages qui, sans enfant, ne pouvaient bénéficier de l'ALF, mais qui néanmoins étaient considérés comme vulnérables : d'abord personnes âgées ou handicapées, ensuite jeunes travailleurs, puis plus tard chômeurs de longue durée et enfin bénéficiaires du revenu minimum d'insertion (RMI). Aujourd'hui, elle est majoritairement perçue par les étudiants, les jeunes, les personnes âgées ainsi que les ménages sans enfants.
L'aide personnalisée au logement (APL) a été créée, quant à elle, en 1977 par la réforme dite « Barre » qui visait à privilégier les aides « à la personne » au détriment des aides « à la pierre » qui prédominaient depuis les années 1950 dans le cadre d'une politique du logement alors orientée prioritairement vers la construction.
Le groupe AITEC considère avoir montré dans plusieurs analyses que les aides personnalisées au logement mises en place par la réforme « Barre » de 1977 participent à une libéralisation du système d’intervention de l’État dans les politiques du logement passant de l'aide à la pierre vers l’aide à la personne, et que cette réforme marque le début du désengagement de l'État dans le secteur du logement social.
Enfin, au début des années 1990, l'allocation de logement sociale a été étendue à tous les ménages ne bénéficiant ni de l'APL ni de l'ALF (réforme dite du « bouclage » des aides personnelles au logement). Cette réforme a notamment profité aux étudiants.
Lors de la création de l'aide personnalisée au logement (APL) en 1977, son montant était beaucoup plus élevé que celui de l'allocation de logement (ALF et ALS). Depuis les années 1990, les modalités d'attribution de ces deux types d'aides ont été progressivement rapprochées. Actuellement, les principales différences qui subsistent sont les suivantes :
- nature du logement : l'aide personnalisée au logement (APL) profite aux occupants de certains logements : logements locatifs « conventionnés » (c'est-à-dire logements ayant fait l'objet d'une convention passée entre le bailleur et l'État) et logements en accession à la propriété financés par certains types de prêts; les ménages occupant des logements n'entrant pas dans ces catégories bénéficient de l'allocation de logement (ALF ou ALS) ;
- montant de l'aide : les montants de l'aide personnalisée au logement (APL) et de l'allocation de logement (ALF et ALS) sont identiques en location hors foyer, mais demeurent différents en foyer et en accession à la propriété ;
- mode de versement : l'aide personnalisée au logement (APL) est systématiquement versée en « tiers-payant », donc au bailleur ou au prêteur, et vient réduire le montant versé par le locataire au bailleur et par l'accédant au prêteur; l'allocation de logement (ALF et ALS) peut être versée soit directement au bénéficiaire soit en tiers-payant.

En 2017, les APL sont réduites de cinq euros par mois et par personne. Le projet de loi ELAN présenté en septembre 2017, Emmanuel Macron prévoit de les réduire à nouveau de 50 à 60 euros par mois pour les locataires du parc social, la charge devant être compensée par les bailleurs sociaux via une « réduction de loyer de solidarité », à compter du 30 juin 2018 avec effet rétroactif à février 2018,.
Il était prévu qu'à compter d'avril 2019, trois mois après l'instauration du paiement à la source de l'impôt, le montant des allocations soit révisé trimestriellement en fonction des revenus des 12 derniers mois et non plus sur les revenus d'il y a deux ans. Cette réforme, en accroissant globalement les ressources prises en compte pour le calcul des aides, aurait réduit leur montant d'un milliard d'euros. La réactivité accrue des allocations aurait également pu compliquer la visibilité financière des ménages les plus modestes. À la suite de la crise du coronavirus, cette réforme a été reportée au 1er janvier 2021. D'après une étude de l’Union professionnelle du logement accompagné (Unafo) consacrée aux effets de cette réforme, la part des allocataires de l’APL est passée, entre avril 2020 et avril 2021, de 53 % à 48 %, et le montant moyen de l’aide a diminué de 7 %. La réforme aurait permis à l’État d'économiser plus d'un milliard d'euros, notamment en faisant sortir du dispositif 400 000 personnes.

## Montant et règles d'attribution
En 2017, les 6,6 millions de bénéficiaires d'une aide personnelle au logement percevaient mensuellement une aide de 225 euros en moyenne. Parmi eux, 87 % étaient locataire, 6 % accédants à la propriété et 7 % résidents en logement foyer. 54 % étaient des personnes seules sans personne à charge. 14 % étaient étudiants. En 2015, 83 % des membres des ménages bénéficiaires d’aides au logement ont un niveau de vie inférieur au quatrième décile de niveau de vie de l’ensemble de la population de France métropolitaine, 54 % un niveau de vie inférieur au deuxième décile. Leur taux de pauvreté est bien supérieur à celui de l’ensemble de la population (40 % contre 14 %).
Le montant des aides personnelles au logement, sauf rares exceptions :
- diminue lorsque le revenu du bénéficiaire augmente ;
- augmente lorsque le loyer ou la mensualité augmentent, dans la limite d'un plafond ;
- augmente lorsque le nombre de personnes à charge augmente.

On trouve sur les sites des caisses d'allocations familiales (CAF) et de la mutualité sociale agricole (MSA) le détail des règles d'attribution ainsi que des simulateurs qui permettent de calculer le montant des aides personnelles au logement dans chaque cas. Le barème complexe précis est public et peut être consulté.

### Calcul de l'aide personnalisée au logement (APL)
L'article L. 351-3 du code de la construction et de l'habitation détermine les éléments entrant dans le barème de l'APL, qui est fixé par voie réglementaire.
À partir du 11 octobre 2016, le patrimoine mobilier et immobilier (à partir de 30 000 euros,) est pris en compte dans le calcul et l'attribution de l'APL,.

### Calcul de l'aide au logement familiale (ALF)
L’ALF est attribué sous conditions de ressources. Au 31 décembre 2012, 1,3 million de foyers la percevaient, pour un versement moyen de 272 €. Son montant est calculé en fonction de barèmes combinant :
- La situation familiale du demandeur et le nombre de personnes à charge logeant habituellement au sein du foyer.
- Les ressources du demandeur, de son/sa conjoint.e ainsi que des autres personnes vivant habituellement au sein du foyer et lorsque sa valeur est supérieure à 30 000€ la valeur en capital du patrimoine.
- Le montant du loyer, de la redevance ou des charges de remboursement des prêts contractés pour l’achat ou l’amélioration du logement

### Règles d'attribution selon les conditions

#### Pour les locataires, colocataires et sous-locataires
Les locataires et colocataires ont accès aux APL sans condition. Les sous-locataires, ont accès aux APL s'ils remplissent ces 2 conditions :
- Être déclaré comme sous-locataire au propriétaire
- Être âgé de moins de 30 ans (1 seule personne du foyer suffit, même si c'est un nouveau-né, tant qu'il est déclaré au propriétaire comme étant sous-locataire) OU Personne dépendante hébergée chez un accueillant familial.

Les étrangers résidents en France doivent prouver la régularité de leur séjour sur le territoire et leur résidence principale doit se trouver en France.
Il n’y a aucune condition d’âge pour percevoir les APL. Ainsi, un enfant mineur peut percevoir les APL, mais doit signer ou co-signer le bail et établir la quittance de loyer à son nom. Si l’enfant est émancipé, le bail doit être à son nom. L'APL n'est pas accessible aux personnes soumises à l’impôt sur la fortune immobilière (IFI).

#### Pour les propriétaires
Les propriétaires peuvent bénéficier des APL. Pour ce faire, ils doivent cumuler les conditions suivantes :
- Accès à la propriété d’un logement ancien, situé en zone géographique 3 (agglomérations de moins de 100 000 habitants hors Île-de-France)
- Bénéficier d’un de ces deux prêts :
  - Un prêt conventionné, qui est un prêt immobilier accordé par la banque sous contrat avec l’État pour aider à acheter, rénover ou améliorer un logement,
  - Un prêt d’accession Sociale (destiné à aider les familles modestes à accéder à la propriété) conclu entre le 1er janvier 2018 et le 1er janvier 2020[22]

Les accédants à la propriété ayant bénéficié d'un prêt postérieurement au 1er janvier 2020 ne peuvent plus bénéficier d'aide personnelle au logement. À terme il n'y aura donc plus d'allocataire des aides personnelles au logement en accession à la propriété.

## Limites
Le montant des aides personnelles au logement, soit 0,8 % du PIB, en fait un enjeu macroéconomique. Elles présentent plusieurs limites : leur effet inflationniste, leur coût important pour les finances publiques en vue de stabiliser le taux d'effort net des ménages alors que les dépenses de logement augmentent, et plusieurs cas de fraude documentés par la Cour des Comptes.
La principale limite des aides personnelles au logement résulte de leur effet inflationniste qui est clairement identifié sur la base de données empiriques par la littérature académique,,, en particulier dans le cas de la France, où elles sont très élevées. En effet, une fraction importante des aides personnelles au logement se dissipe en inflation. Autrement dit, les aides engendrent une hausse significative des loyers sans aucune contrepartie sur le plan de la qualité, ce qui en limite l’efficacité pour les bénéficiaires et pénalise fortement les ménages non-bénéficiaires. En conséquence, des aides directes aux ménages modestes seraient plus efficaces relativement à l'objectif global de lutte contre la pauvreté, dont le logement ne représente qu'une composante.
Par ailleurs, le coût croissant des aides personnelles au logement pour les finances publiques résulte principalement de la divergence entre les loyers et les revenus des locataires. En effet, au cours des dernières décennies, le loyer des locataires a crû plus rapidement que leur revenu. Dès lors, pour maintenir constant le taux d'effort net (loyer majoré des charges, diminué du montant de l'aide personnelle au logement et divisé par le revenu) des bénéficiaires, le coût total de ces aides pour la collectivité devrait croître plus rapidement que le PIB, ce qui a parfois été qualifiée de « dérive ». La « dérive » du coût des aides personnelles au logement apparaît ainsi comme une simple conséquence mathématique de la « dérive » du loyer des locataires par rapport à leur revenu. Cette dernière résulte en grande partie de la paupérisation relative des locataires par rapport à l'ensemble des ménages, laquelle découle principalement de la paupérisation relative des ménages jeunes, surreprésentés parmi les locataires.
La sensibilité du coût des aides personnelles au logement à la dégradation du revenu de leurs bénéficiaires reflète le caractère d' « amortisseur social » de ces prestations sociales très redistributives.
En pratique, au cours des quarante dernières années, les pouvoirs publics ont pour l’essentiel choisi de stabiliser le montant des aides personnelles rapporté au PIB afin de maitriser leur effet inflationniste. En contrepartie, il en est résulté une augmentation du taux d’effort de leurs bénéficiaires, qui reste toutefois très contenue relativement aux autres pays de l'OCDE.
Dans son rapport de juillet 2015 à la commission des finances du Sénat, la Cour des comptes résume les principales limites des politiques d'Aide personnelle au logement en France :

« Du point de vue de leur gestion, les aides se présentent par ailleurs comme une prestation coûteuse. Fondées sur un barème excessivement complexe, elles mettent en œuvre des règles d’abattement et de neutralisation visant à tenir compte des variations de revenus et d’activité des bénéficiaires, qui sont à l’origine d’un montant significatif d’indus : 43 % du total des indus identifiés en 2013 par les caisses prestataires, soit 1,57 Mrd€. Pour la Caisse nationale des allocations familiales (CNAF), qui en verse la quasi-totalité, elles représentent un coût de gestion que l’on peut estimer à environ 600 M€, soit 3,5 % de leur coût total. Ces prestations engendrent par ailleurs une fraude qui peut être estimée à environ 280 M€, soit 28 % du total des fraudes détectées par la CNAF... »

## Non-recours
Une partie des publics éligibles ne touche cependant pas d'aide au logement. Certes, ces aides constituent l’une des prestations sociales les plus connues du grand public. Néanmoins, dès 1995, une enquête souligne que 62 % des individus en « présomption de pauvreté » (sur un échantillon de 754 personnes) n'ont pas déposé de demande. De même, la prospection systématique des dossiers d'allocataires des CAF évalue entre 8 et 12 % le taux d'allocataires qui ne déposent aucune demande malgré leur éligibilité.
En 2000, une enquête conduite sur la Caisse d’Allocation Familiale (CAF) du Havre a pointé la complexité à quantifier le non-recours aux aides sociales, en particularité les aides personnelles au logement. L'enquêtrice tente d'étudier les allocataires partageant les caractéristiques suivantes : un enfant à charge minimum, sans percevoir ou demander d'aide au logement, tout en percevant un revenu net imposable "inférieur au seuil d’exclusion des prestations de logement ou inconnu". Or, un quart des allocataires identifiés refusent de répondre au questionnaire, tandis qu'une partie non-négligeable d'entre eux est hébergée à titre gratuit. Toutefois, l'enquête conclut au caractère aggravant des calculs complexes à conduire au cours de la demande, ainsi qu'à la fréquence des changements de situation familiale qui rend ces aides provisoires et régulièrement annulées, ce qui plonge des allocataires dans l'incertitude.

### Sources
- « Les aides publiques au logement en France », Lucie Couet, septembre 2007
- Site des caisses d'allocations familiales
- Loi